# اسب‌مرز
اسب‌مرز روستایی است که در استان اردبیل، شهرستان سرعین، بخش مرکزی، دهستان آب‌گرم قرار دارد.

## جمعیت
بر اساس سرشماری سال ۱۳۸۵ جمعیت این روستا ۴۹۲ نفر با ۱۱۹ خانوار بوده‌است.

## جذابیت توریستی
- جذابیت گردشگری : پل معلق سه طبقه سرین

{اولین پل معلق سه طبقه ایران در سال ۱۴۰۳ مابین روستای اسبمرز و ورگه سران افتتاح شد}}